# Capitólio Estadual da Carolina do Sul
O Capitólio Estadual da Carolina do Sul (em inglês:  South Carolina State House) é a sede do governo do estado da Carolina do Sul. Localizado na capital Colúmbia, situa-se na 1100 Gervais Street.
Foi incluído no Registro Nacional de Lugares Históricos em 5 de junho de 1970 e declarado como Marco Histórico Nacional em 11 de maio de 1976.